# Géza Lakatos
Vitéz Géza Lakatos de Csík-Szentsimony (Hongaars: vitéz csíkszentsimonyi Lakatos Géza, Duits: Geza Ritter Lakatos, Edler von Csikszentsimon; Boedapest, 30 april 1890 - Adelaide (Australië), 21 mei 1967) was een Hongaars generaal die van augustus tot oktober 1944 de functie van Hongaars premier uitoefende.

## Biografie

### Tot het einde van de Eerste Wereldoorlog
Lakatos werd op 30 april 1890 als helft van een tweeling geboren in een familie die tot de gegoede burgerij van Boedapest behoorde. Zijn tweelingbroer heette Kálmán. Beide broers bezochten naar het prestigieuze Piaristen-gymnasium, tot de vroege dood van hun vader hen dwong hun middelbare school aan de Honvéd-Hauptrealschule in Sopron af te ronden. Nadat ze waren afgestudeerd, gingen beide broers naar de militaire Ludovika-academie. Na het succesvol afronden van hun opleiding werden beide broers op 18 augustus 1910 tot luitenant bevorderd. In 1912 en 13 bezocht hij, samen met zijn broer, de Höhere Offiziersschule für Honvédoffiziere in Wenen. Op 1 augustus 1914 volgde de bevordering tot Oberleutnant. Het uitbreken van de Eerste Wereldoorlog scheidde de beide broers.
In september 1914 sneuvelde zijn tweelingbroer. Lakatos werd in hetzelfde jaar verwond aan het oostfront. Na zijn herstel werd hij als stafofficier ingezet. Vanaf december 1916 tot het einde van de oorlog was hij verbindingsofficier met het Duitse leger.

### Interbellum
Na de Eerste Wereldoorlog diende Lakatos als adjudant bij het Hongaarse Rode Leger onder Vilmos Böhm en van september 1919 tot oktober 1920 als stafchef bij de Hongaarse politie in Boedapest. Na zijn politietijd keerde hij terug naar de Ludovika-academie, waar hij les af in oorlogsvoering en legerorganisatie. Vanaf 1923 was hij verbonden aan het ministerie van Oorlog, waar hij bij verschillende afdelingen werkte. In 1925 ontving hij de eretitel vitéz. Van 1928 tot 1934 was hij militair attaché in Praag.

### Tweede Wereldoorlog
Op 5 augustus 1943 volgde hij Gusztáv Jány op als commandant van het Tweede Leger. Van 1 april tot 15 mei 1944 was hij tot commandant van het Eerste Leger. Op het einde van augustus 1944 zetten aanhangers van Lakatos en regent Miklós Horthy premier Döme Sztójay af, die was aangesteld door de nazi's. De regering van Lakatos schortte de door Sztójay ingezette deportaties van Hongaarse joden naar vernietigingskampen op. Horthy probeerde de Duitsers voorgoed uit Hongarije te weren, maar toen dezen zijn zoon Miklós Horthy jr. ontvoerden, capituleerde Horthy.
In de politieke chaos die hierop ontstond, pleegden de fascistische Pijlkruisers, met de steun van nazi-Duitsland een staatsgreep en kwamen op deze manier aan de macht in Hongarije. Op 16 oktober 1944 moest Lakatos opstappen als premier en werd Ferenc Szálasi de nieuwe eerste minister.

### Laatste jaren
Na de Russische bezetting van Hongarije werd hij gevangen gezet in Kiskőrös en meerdere keren ondervraagd. In januari 1946 werd hij uit de gevangenis ontslagen en trad hij meerdere keren op als getuige tegen de Pijlkruisers en ambtenaren die het nationaalsocialisme aanhingen voor het Volkstribunaal van Boedapest.
In de volgende jaren woonde hij op zijn buitenhuis in Érd. De (inmiddels) communistische autoriteiten stopten in 1949 zijn militaire pensioen en confisqueerden zijn land. Als gevolg daarvan verhuisde hij naar Boedapest waar hij als illustrator van boeken en het beschilderen van zijde een mager loon verdiende. In 1956, tijdens de Hongaarse opstand, emigreerde zijn dochter naar Australië. Na de dood van zijn vrouw in 1965 kreeg hij toestemming naar Adelaide te reizen, waar hij twee jaar later overleed.

## Militaire carrière
- Kolonel-generaal (Vezérezredes): 1 augustus 1943[6]
- Luitenant-generaal (Altábornagy): 1 november 1941[6]
- Generaal-majoor (Vezérôrnagy): 1 november 1939[6]
- Kolonel (Ezredes): 1 november 1934
- Luitenant-kolonel (Alezredes): 1 mei 1929
- Majoor (Őrnagy): 1 mei 1925
- Kapitein (Százados): 1 mei 1917
- Eerste luitenant (Főhadnagy): 1 augustus 1914
- Tweede luitenant (Hadnagy): 18 augustus 1910

## Onderscheidingen
Selectie:
- Vitézi Rend
- Ridderkruis van het IJzeren Kruis op 24 mei 1944 als Vezérezredes en Commandant van het 1e Leger[7]
- IJzeren Kruis 1914, 1e Klasse (1914) en 2e Klasse
- Herhalingsgesp bij IJzeren Kruis 1939, 1e Klasse en 2e Klasse
- Orde van Verdienste (Oostenrijk), Officierskruis
- Herinneringsmedaille voor Deelnemers aan de Wereldoorlog (Oostenrijk)
- Erekruis voor Frontstrijders in de Wereldoorlog
- Orde van Verdienste (Hongarije)
  - Grootkruis
  - Commandeurskruis met Ster
  - Officierskruis